# Jacqueline Lévi-Valensi
Pour les articles homonymes, voir Lévy, Valensi (homonymie) et Rosenblum.
Jacqueline Lévi-Valensi, née Rosenblum le 22 mai 1932  à Paris et morte le 12 novembre 2004 à Amiens est une professeure de lettres universitaire française, spécialiste d'Albert Camus.

## Biographie

### Une jeunesse marquée par la Shoah
Jacqueline Rosemblum naît le 22 mai 1932 dans le 13e arrondissement de Paris. Sa famille, juive ashkénaze, est originaire d'Ukraine et de Lituanie, alors dans l'Empire russe. Elle reçoit une éducation religieuse et reste toute sa vie fidèle à la foi juive. Ses parents et son frère sont arrêtés en tentant de franchir la ligne de démarcation en 1942. Ils sont assassinés à Auschwitz-Birkenau. Jacqueline Rosenblum parvient s'échapper et trouver refuge chez un de ses oncles maternels dans un village du Berry.
Après la guerre, elle passa son bac en 1950 et commence des études de lettres classiques à la Sorbonne.

### Études et engagement
Elle adhère en 1951 à l'Union des étudiants juifs de France et à l'UNEF. Elle poursuit brillamment ses études en obtenant un Diplôme d'études supérieures sur Gérard de Nerval puis le CAPES et devient professeure à Laon. Puis, elle obtient l'agrégation et est nommé à Alger au Lycée Fromentin en 1959. Elle ne tarde pas à enseigner à l'université d'Alger. C'est là qu'elle rencontre le pneumologue Pierre Lévi-Valensi, professeur agrégé, qui devient son mari.
En 1965, ils regagnent la France et sont nommés tous deux à Amiens.

### Une universitaire amiénoise
Rentrée en métropole en 1965, elle est nommée au Collège Littéraire Universitaire d'Amiens et devient l'un des principaux artisans de sa transformation en Faculté des Lettres de l'Université de Picardie (pas encore Jules Verne). Jusqu'à sa retraite en 1997, elle est la principale animatrice de cette Faculté, dont elle est le doyen à partir de 1989. Elle y fonde et y anime le Centre d'Études du Roman et du Romanesque.
Elle soutient en 1981 une thèse d'État, Genèse de l'œuvre romanesque d'Albert Camus sous la direction de Marie-Jeanne Dury et de Michel Raimondi, qui est publiée en 2006 chez Gallimard sous le titre Albert Camus ou la naissance d'un romancier (édition préparée, sous son contrôle, par Agnès Spiquel). Dès lors, elle devient professeur des universités et reconnue comme l'une des grandes spécialistes d'Albert Camus et, plus largement, du roman du XXe siècle ; tout particulièrement par ses travaux sur Louis Aragon. Elle s'intéresse également à la littérature « lazaréenne » (issue de l'expérience des camps de concentration).
Elle est également coauteur de Réflexions sur le terrorisme : Albert Camus et auteur de Camus à Combat, éditoriaux et articles d'Albert Camus 1944-1947.

### Présidente de la Société des études camusiennes
Avec Raymond Gay-Crosier, elle fonda en 1982 et préside jusqu'à sa mort, la Société des études camusiennes, qui vise à promouvoir la pensée et l'œuvre d'Albert Camus. Elle publie de nombreux ouvrages, personnels ou collectifs, ainsi que des textes importants de Camus, entre autres ses éditoriaux dans le journal Combat et un recueil de ses textes sur le terrorisme. Elle fut l'instigatrice de la nouvelle édition des Œuvres complètes de Camus dans la collection Bibliothèque de la Pléiade, à laquelle elle travaille activement jusqu'à sa mort : elle peut en diriger les deux premiers volumes, parus en 2006.

### Derniers combats
Juive libérale, elle devint vice-présidente de la Communauté israélite de la Somme en 1998.
Membre de l'association des Fils et filles de déportés juifs de France de Serge Klarsfeld, elle en est la représentante à Amiens. Fidèle au devoir de mémoire, elle témoigne inlassablement sur la Shoah, surtout auprès des jeunes.
Elle décède le 12 novembre 2004 et est inhumée au cimetière Saint-Acheul nouveau d'Amiens.

## Publications
- La Peste d'Albert Camus (Essai et dossier), Foliothèque - N° 8, Gallimard, 1991.
- La Chute d'Albert Camus (Essai et dossier), Foliothèque - N° 58, Gallimard, 1996.
- Albert Camus ou la Naissance d’un romancier, Paris, avril 2006, Éditions Gallimard, Les cahiers de la NRF, 562 pages.
- Camus à Combat. Éditoriaux et articles d'Albert Camus 1944-1947